# Mpu Prapanca
Mpu Prapanca (von Pali: prapañca, dt. etwa „Mönch 'Entgrenzter'“) war der Autor des Epos Nagarakretagama, welches in Alt-Javanisch (ꦨꦴꦰꦏꦮꦶ Bhāṣa Kawi) abgefasst war.
Das Werk erzählt die Geschichte des Majapahit-Königreiches und weitere Geschichten aus antiken Hindu-Javanischen Fürstentümern. Der buddhistische Bhikkhu Prapanca, über den sonst nichts bekannt ist, verfasste die Chronik 1365 (1287 in der Saka-Zählung) als Eulogie für Hayam Wuruk, den Herrscher, der Majapahit an die Spitze seiner Macht brachte, und als Eloge auf dessen Urgroßvater Kertanagara.
1894 wurde die einzige erhaltene Kopie des Manuskripts von einem niederländischen Ethnologen im Tempel von Pagutan auf Lombok entdeckt.